# Сенегальская белоглазка
Сенегальская белоглазка (лат. Zosterops senegalensis) — вид воробьиных птиц из семейства белоглазковых (Zosteropidae).

## Описание

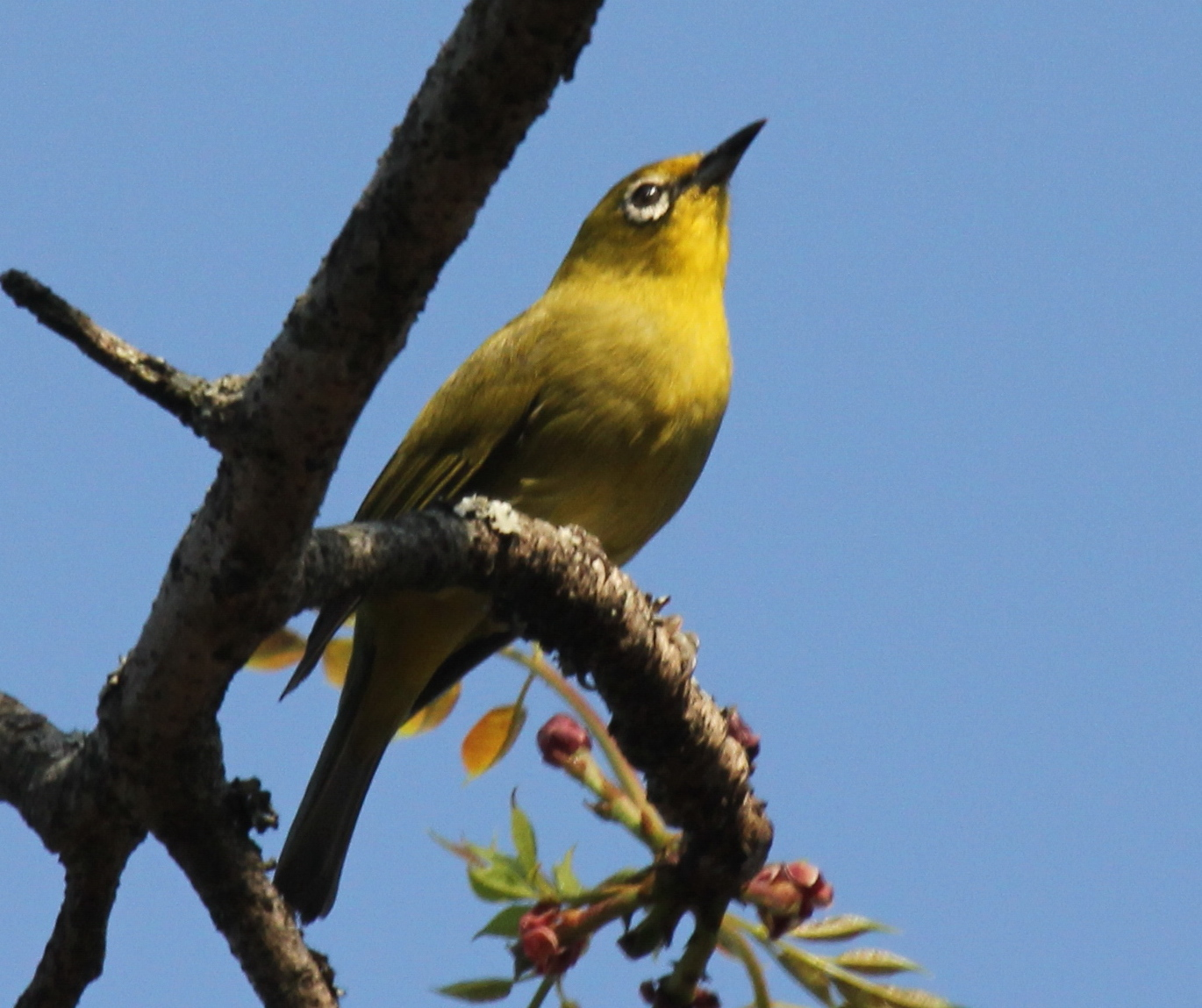
Сенегальская белоглазка в Национальном парке Крюгера

Маленькая жёлтая птичка с белым кольцом вокруг чёрных глаз. Длина тела 11,5 см. Вес от 6,8 до 14,1 г.

## Распространение
Африка южнее Сахары: от Сенегала, Гамбии и Мавритании на западе до Эфиопии и Эритреи на востоке и Намибии и Квазулу-Наталь в ЮАР на юге.
Факторов сокращения численности не выявлено, поэтому МСОП присвоил виду охранный статус «Вызывающие наименьшие опасения» (LC).

## Систематика
Международный союз орнитологов выделяет 4 подвида.
Центральноафриканский таксон, некоторыми специалистами признаваемый подвидом сенегальской белоглазки, с 2000 года считается отдельным видом Zosterops stenocricotus Reichenow, 1892, сестринским виду Zosterops brunneus (Salvadori, 1903), а не сенегальской белоглазке.